# Vallabhi
Vallabhi (o Valabhi o Valabhipur, modern Vala) és una ciutat antiga localitzada a Saurashtra a la península de Kathiawar, al Gujarat, propera a Bhavnagar a l'Índia. És també coneguda com a Vallabhipura, i fou la capital de l'antiga dinastia Maitraka.

## Història
La llegenda indica que un kxatriya anomenat Vijayasena va fundar la ciutat al voltant del segle iii. Els Maitrakes van governar la península i parts de del sud Rajasthan des de Vallabhi del segle V al segle viii. Eren descendents del general Bhatarka, un governador militar de Saurashtra i la península del temps del rei Gupta Skandagupta (455-467).
El primer dos Maitrakes, Bhatarka i Dharasena I, només van utilitzar el títol de Senapati (general o comandant en cap). El tercer governant, Dronasimha, es va declarar Maharaja (literalment "Gran Rei"). El rei Guhasena va seguir després d'ell. A diferència dels seus predecessors, el rei va parar d'emprar el terme Paramabhattaraka Padanudhyata junt amb el seu nom, un terme que denotava una nominal fidelitat als sobirans Guptes. Va ser succeït pel seu fill Dharasena II, qui va utilitzar el títol Mahadhiraja. El governant següent fou el seu fill, Siladitya I Dharmaditya, que va ser descrit per un savi xinès i viatger Xuanzang com a "monarca de gran habilitat administrativa i d'una rara compassió i bondat". Siladitya I va ser succeït pel seu germà petit Kharagraha I.
Del temps de Kharagraha I va ser trobada una inscripció en coure que relata una donació, datada el 616, que mostra que els seus territoris van incloure Ujjain. Durant el regnat del governant següent, el seu fill Dharasena III, el nord del Gujarat va ser incorporat al regne. Dharasena III fou succeït per un altre fill de Kharagraha I, Dhruvasena II Baladitya. Es va casar amb la filla de Harshavardhana i el seu fill Dharasena IV va assumir els títols imperials de Paramabhattaraka Mahrajadhiraja Parameshvara Chakravartin; el poeta sànscrit Bhatti fou el poeta de la seva cort. El següent governant poderós de la dinastia fou Siladitya III. Després d'ell va governar Siladitya V i és sospita que durant el seu regnat, hi va haver una Invasió àrab. El darrer el governant conegut de la dinastia fou Siladitya VII.
El Maitrakes van estar sota sobirania de Harxa a la meitat del segle VII però l'autonomia local fou retinguda. Van recuperar la independència després de la mort de Harxa.
El govern dels Maitrakes es creu que va acabar durant el segon o tercer quart del segle VIII quan els Àrabs van envair el país.
Vallabhi fou un centre destacat dels jainistes. Fou aquí el 453 o 466 que el consell jainista de Vallabhi va produir el cànon religiós (Jain Agams) escrit sota el lideratge del jainista Acharya Shraman Devardhigani juntament amb altres 500 jainistes Acharyes. Els ídols de cada un d'ells és present en la base del temple jainista.
Tanmateix, quan el viatger xinès Xuanzang va visitar Vallabhi durant el segon quart de segle vii, va trobar que el seu governant era un seguidor budista. Quan Yijing, un altre viatger xinès, va visitar Vallabhi en el darrer quart del segle VII ja va trobar la ciutat com a gran centre d'ensenyament del jainisme juntament amb el budisme. Gunamati i Sthiramati foren dos destacats savis budistes famosos de Vallabhi a la meitat del segle VII.
Vallabhi va ser notable pel seu liberalisme religiós i estudiants de tot el país, incloent nois bramans, estudiaven a la ciutat. Era visitada per obtenir la més alta educació en temes seculars i religiosos i els llicenciats de Vallabhi es diu que rebien els principals llocs executius.

## Reis
- Bhatarka (vers 470-492)
- Dharasena I (vers 493-499)
- Dronasinha (vers 500-520)
- Dhruvasena I (vers 520-550)
- Dharapatta (vers 550-556)
- Guhasena (vers 556-570)
- Dharasena II (vers 570-595)
- Śīlāditya I Dharmaditya (vers 595-615)
- Kharagraha I (vers 615-626)
- Dharasena III (vers 626-640)
- Dhruvasena II Baladitya (vers 640-644)
- Chkravarti Dharasena IV (Param Bhatarka, Maharajadhiraja, Parameshwara) (vers 644-651)
- Dhruvasena III (vers 651-656)
- Kharagraha II (vers 656-662)
- Śīlāditya II (vers 662- ?)
- Śīlāditya III
- Śīlāditya IV
- Śīlāditya V
- Śīlāditya VI
- Śīlāditya VII (vers 766-776).